# オーストリア帝冠領
オーストリア帝冠領（オーストリアていかんりょう）またはクローンラント（Kronland/Kronländer）は、オーストリア帝国の構成地域の総体、ないし1867年から1918年まではオーストリア＝ハンガリー帝国の西半地域（ツィスライタニエン）の総体を指した国制概念。帝冠領はハプスブルク家が中央ヨーロッパにおいて数百年にわたって集積し、同家を統治者に戴く同君連合の関係を結んできた地域である。ハプスブルク家世襲領に組み込まれた諸邦ではすでに16世紀から国家統合への動きが始まっており、1804年のオーストリア帝国建国宣言により一応の統合が完了したと見なすことが出来る。

## 歴史
オーストリアの帝冠領諸邦/諸州は現在の連邦制国家（オーストリア共和国、ドイツ連邦共和国、アメリカ合衆国など）の諸州とは対極にあり、帝国が統一国家として政治面における協同体制を採ることを明示した憲法的な法律は全く存在しなかった。こうした協同関係は必要になるごとに皇帝から認可されるものだった。それぞれの領邦の議会や官庁には、貴族が優位に立っていた時代の封建制に根ざす、長い伝統の中で育まれてきた政治的・法的な独自性が存在した。諸邦の住民は領主たちに従えられた臣民に過ぎず、近代的な意味での市民では全くなかった。数百年のあいだの共存の歴史を通じて、帝冠領諸邦が生みだしたのは単一の国家組織ではなかったのである。19世紀、オーストリアの国家学は帝冠領諸邦の関係を「歴史的・政治的個別性（historisch-politischen Individualitäten）」という概念で説明した。
1867年のオーストリア＝ハンガリー和協の成立により、ハプスブルク帝国では新しい原理に則った憲法が制定され、ハンガリー王国（トランシルヴァニア大公国全域を含むハンガリー）およびハンガリー王冠の属領であるクロアチア＝スラヴォニア王国（Königreich Kroatien und Slawonien）は、帝冠領（ツィスライタニエン〔「ライタ川のこちら側」〕として再編される）から分離することになった。トランスライタニエン（「ライタ川の向こう側」）と通称される「神聖なるハンガリーのイシュトヴァーン王冠の諸邦（Länder der heiligen ungarischen StephanskroneもしくはLänder der heiligen ungarischen Kron）」は完全な独立国家となり、1918年10月31日まで、旧オーストリア帝国の残部（ツィスライタニエン）とは君主、陸海軍、外交政策、通貨を同じくする国家連合（Realunion）関係を結んだ。ツィスライタニエンの正式名称は「帝国議会において代表される諸王国および諸邦（Die im Reichsrat vertretenen Königreiche und Länder）」であったが、1915年に「オーストリア諸領邦（Österreichische Länder）」と改称している。
ツィスライタニエンの諸州（諸領邦）は1868年5月19日に制定された基本法に基づき、各州の行政官庁の長を設置し、君主を国民および帝国政府の代表者と位置付けた。ザルツブルク、ケルンテン、クライン（Krain）、オーストリア領シュレージエン、ブコヴィナの行政の長は州知事（Landespräsident）と称され、それ以外の諸邦の行政の長は総督（Statthalter）と称され、各州の行政官庁を代表した。知事も総督もその役割は同じであった。彼らの仕事は行政組織を運営し、ウィーンの内閣政府の政策を具体的な州の官庁命令として下すことだった。
州の行政委員会（州議会が設置した行政権を持つ委員会）は州知事の監督の下、州議会と協力しながら自治権を行使していた。州議会は1848年までは身分制議会だったが、1848年革命以後は皇帝政府によって解散させられ、1860年になってようやく新たに召集された。議席は官職（司教など）に対して割り振られたものと、選挙で選ばれるものの両方があった。つまり選挙制度は全般的でも平等でもなく、特権的恩恵と男子による投票制の混合物だった。ダルマティア王国議会（Dalmatinischer Landtag）はその実例である。
1918年2月9日に二重帝国政府がウクライナとの間で「パンの平和（Brotfrieden）」と呼ばれるブレスト＝リトフスク条約を結んだ際、住民の大多数をウクライナ人が占めるガリツィア東部とブコヴィナは同年7月31日までに、自治権を有する帝冠領内の領邦として統合されることが取り決めされた。この計画は実行に移されることは無く、1918年7月4日に二重帝国政府はこの取り決めを廃棄している。

## オーストリア帝冠領（1867年 - 1918年）

オーストリア＝ハンガリーの版図

1. ボヘミア王国
2. ブコヴィナ公爵領
3. ケルンテン公爵領
4. クライン公爵領
5. ダルマティア王国
6. ガリツィア＝ロドメリア王国
7. ゲルツ＝グラディスカ伯爵領（諸侯領格）、イストリア辺境伯領、帝国直属都市トリエステ
8. エスターライヒ・ウンター・デア・エンス大公国
9. モラヴィア辺境伯領
10. ザルツブルク公爵領
11. オーバー・ウント・ニーダー・シュレージエン公爵領
12. シュタイアーマルク公爵領
13. チロル伯爵領（諸侯領格）
14. エスターライヒ・オプ・デア・エンス大公国
15. チロル領フォアアールベルク
ハンガリー王国（16番）とクロアチア＝スラヴォニア王国（17番）は1867年にオーストリア帝冠領からは離脱した。オーストリアとハンガリーが1878年から1918年まで共同管理下に置き、1908年に併合したボスニア＝ヘルツェゴヴィナ（18番）もまたオーストリア帝冠領の構成地域には参加しなかった。また1852年に帝冠領に編入されたオーストリア沿海州（キュステンラント）（7番）は、1861年に3つの邦に分割されている。